# Wheels (chanson des Foo Fighters)
Pour les articles homonymes, voir Wheels.
Singles de Foo Fighters
Let It Die
(2008) Rope
(2011)
Wheels est l'unique single du groupe de rock Foo Fighters issu de la compilation Greatest Hits sorti en 2009.

## Liste des titres
Toutes les chansons sont écrites et composées par Dave Grohl, Taylor Hawkins, Nate Mendel, Chris Shiflett.
| 1. | Wheels       | 4:38 |
| 2. | Word Forward | 3:49 |

## Charts
| Chart (2009)                              | Position |
| ----------------------------------------- | -------- |
| Australian Singles Chart                  | 21       |
| Canadian Hot 100                          | 22       |
| Dutch Top 40                              | 19       |
| Dutch Top 100 Singles Chart               | 45       |
| Euro Hot 100                              | 40       |
| Irish Singles Chart                       | 38       |
| New Zealand Singles Chart                 | 13       |
| Swedish Singles Chart                     | 24       |
| UK Singles Chart                          | 22       |
| U.S. Billboard Hot 100                    | 72       |
| U.S. Billboard Rock Songs                 | 1        |
| U.S. Billboard Alternative Songs          | 3        |
| U.S. Billboard Hot Mainstream Rock Tracks | 4        |

## Membres du groupe lors de l'enregistrement de la chanson
- Dave Grohl - chant, guitare
- Chris Shiflett - guitare
- Nate Mendel - basse
- Taylor Hawkins - batterie